# Eleutherodactylus fuscus
Eleutherodactylus fuscus är en groddjursart som beskrevs av W. Gardner Lynn och James Norman Dent 1943. Eleutherodactylus fuscus ingår i släktet Eleutherodactylus och familjen Eleutherodactylidae. IUCN kategoriserar arten globalt som akut hotad. Inga underarter finns listade i Catalogue of Life.